# Ust´-Szysz
Ust´-Szysz (ros. Усть-Шиш) – wieś (dieriewnia) w Rosji, w obwodzie omskim, w rejonie znamieńskim. W 2010 liczyła 517 mieszkańców.